# Eriocaulon ussuriense
Eriocaulon ussuriense är en gräsväxtart som beskrevs av Friedrich August Körnicke och Eduard August von Regel. Eriocaulon ussuriense ingår i släktet Eriocaulon och familjen Eriocaulaceae. Inga underarter finns listade i Catalogue of Life.